# Ante Marković
Ante Marković (født 25. november 1924 i Konjic, Kongeriget Jugoslavien, død 28. november 2011) var den sidste premierminister i den Socialistiske Føderale Republik Jugoslavien fra 1989 til 1991.
Marković, der var en bosnisk kroat, blev født i Konjic, der på den tid var en del af Kongeriget Jugoslavien, nu beliggende i Bosnien-Hercegovina. Han blev uddannet fra det Elektrotekniske Instituts Tekniske Fakultet ved universitetet i Zagreb i 1954.